# Hypolobocera peruviana
Hypolobocera peruviana is een krabbensoort uit de familie van de Pseudothelphusidae. De wetenschappelijke naam van de soort is voor het eerst geldig gepubliceerd in 1898 door Rathbun.